# 컨셉트 카

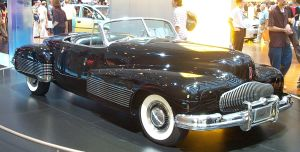
1938년 뷰익 와이잡(Buick Y-Job)은 최초의 컨셉트 카이다.

컨셉트 카(concept car)는 일종의 개념, 새로운 스타일, 새로운 기술을 보여주기 위한 자동차 프로토타입이다. 자동차 전시회에 가끔 나타나는데, 이로 말미암아 소비자가 생산 가능성이 있을 수도 없을 수도 있는 새롭고 발빠른 디자인을 보고 어떠한 반응을 보이는지 가늠한다. 제너럴 모터스의 설계자 할리 얼은 컨셉트, 쇼, 자동차를 발명하는 데 어느 정도 기여한 것으로 알려져 있으며, 1950년대에 모토라마 여행 쇼를 통해 더 널리 알려졌다. 컨셉트 카는 바로 생산에 들어가지는 않는다. 현대의 모든 차는 실용성, 안전, 비용을 이유로 설계를 마무리할 때까지 다양한 변화를 거쳐야 한다. 콘셉트 차량과 반대되는 생산 목적이 있는 차량은 이러한 목적을 지닌다. 이들은 프로토타입 카라고도 부르지만 르망 프로토타입(LMP)과 같은 경주용 프로토타입 차량과 혼동해서는 안 된다.

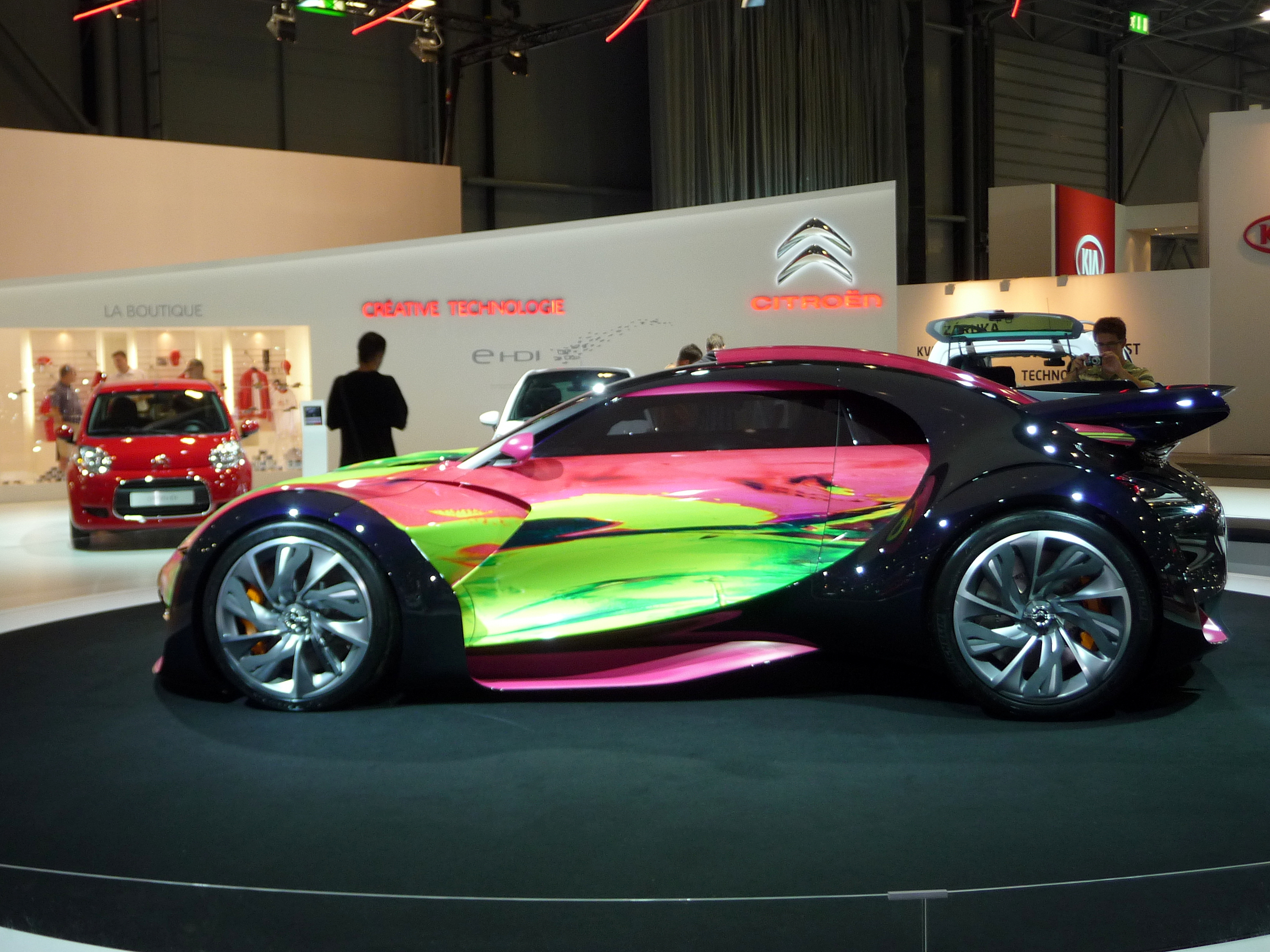
컨셉카 시트로앵 서볼트

## 같이 보기
- 자동차 전시회
- 컨셉 아트
- 제품 수명 주기 관리
- 프로토타입